# 1634

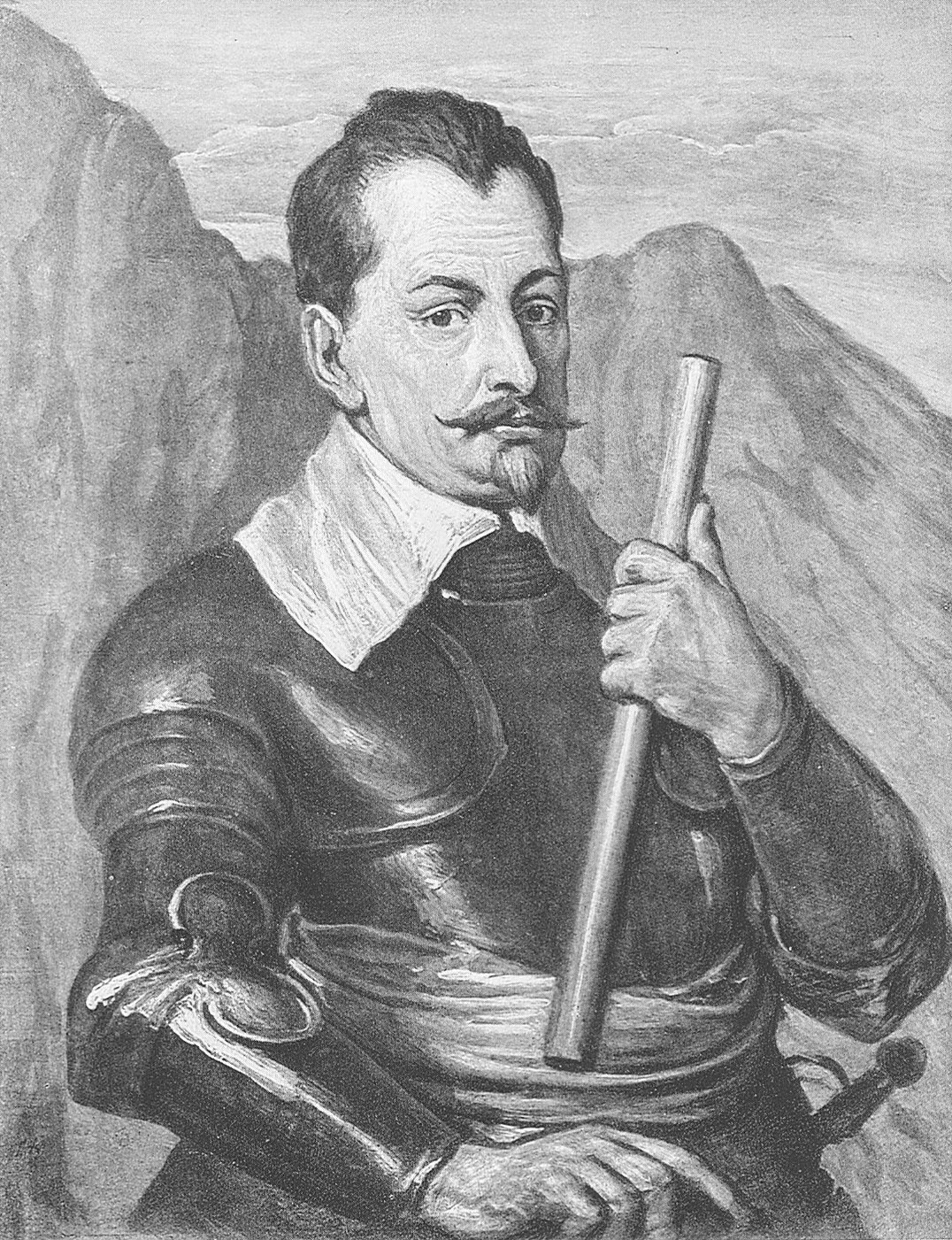
Albrecht von Waldstein, ofwel Wallenstein

Het jaar 1634 is het 34e jaar in de 17e eeuw volgens de christelijke jaartelling.

## Gebeurtenissen
maart
- 25 - De Engelse kolonie Maryland wordt gesticht door George Calvert (Lord Baltimore), die de eerste kolonisten naar het gebied leidt.

juni
- 4 - De zeven mannen onder leiding van kapitein Outger Jacobsz., van Grootebroek die gedurende de winter onder erbarmelijke omstandigheden op het eiland Jan Mayen verbleven, worden dood aangetroffen, gestorven aan scheurbuik en andere ontberingen. In 1930 heeft de Nederlandse regering een gedenksteen op het eiland laten plaatsen ter nagedachtenis aan deze dramatisch verlopen overwintering.
- 8 - Kunstschilder Rembrandt van Rijn trouwt met Saskia van Uylenburgh in de van Harenskerk in Sint Annaparochie.

juli
- 31 - Johannes van Walbeeck verovert met 400 soldaten en matrozen Curaçao op 32 Spanjaarden, inclusief twaalf kinderen.

augustus
- 14 - In opdracht van hertog Frederik III van Sleeswijk-Holstein arriveert een handelsdelegatie in Moskou. Het lukt echter niet om een handelsakkoord met tsaar Michaël I te sluiten.
- In augustus verovert de WIC Curaçao. Met dit eiland heeft de WIC een uitvalsbasis voor handel en kaapvaart. Curaçao ligt gunstig ten opzichte van de Spaanse koloniën op het vasteland en heeft ook de beste haven tot dan toe bekend in het Caraïbisch gebied. Daarnaast zoekt de WIC naar een goede bron van zout. Curaçao wordt het Nederlandse verzamelpunt voor de slavenhandel

september
- 5 en 6 - In de Slag bij Nördlingen (Zwaben) verslaan de katholieke legers van de keizer, de koning van Spanje en de hertog van Beieren de Zweden en Saksen. (Dertigjarige Oorlog)

oktober
- 12 - Een stormvloed treft de Waddenzeekust tussen Ribe en Brunsbüttel. Vooral Strand, een groot Waddeneiland  voor de kust van Noord-Friesland, wordt in stukken uiteengereten en zo'n 6.000 inwoners komen om.

november
- 4 - Ferdinand van Oostenrijk (een zoon van koning Filips III van Spanje) wordt de nieuwe landvoogd van de Zuidelijke Nederlanden. Hij trekt na zijn aanstelling met een machtig leger van Milaan naar de Nederlanden. Onderweg helpt hij de Zweden verslaan bij Nördlingen.

zonder datum
- De Republiek der Zeven Verenigde Nederlanden en Frankrijk nemen zich voor de Zuidelijke Nederlanden de kans te geven zelf in opstand te komen. In dat geval mogen zij een confederatie worden. Zo niet, dan zullen de Republiek en Frankrijk het gebied verdelen.
- Het stadje Reimerswaal op Zuid-Beveland wordt door de zee verzwolgen.
- Val en dood van Ligdan Khan, de laatste Mongoolse heerser uit de Noordelijke Yuan-dynastie. Zijn rijk wordt als Binnen-Mongolië deel van het Chinese keizerrijk.

## Beeldende kunst

Artemisia (1634) Rembrandt van Rijn, Museo del Prado
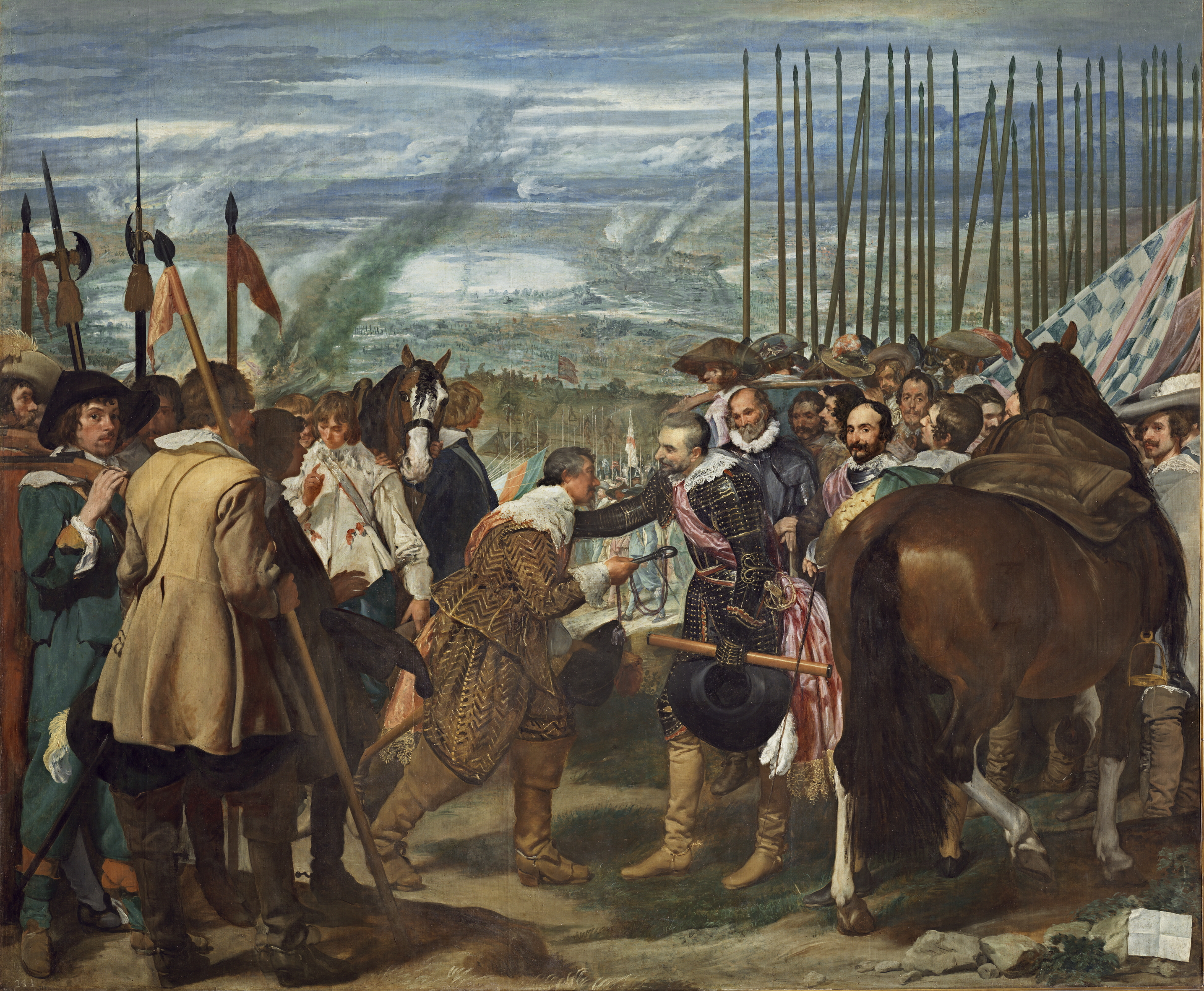
De overgave van Breda (1634-1635) Velázquez, Museo del Prado

## Bouwkunst

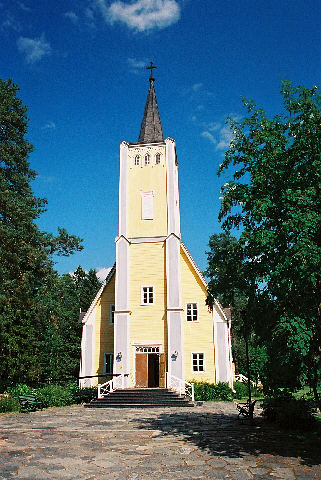
Lutherse kerk in Muhos, Finland (1634)
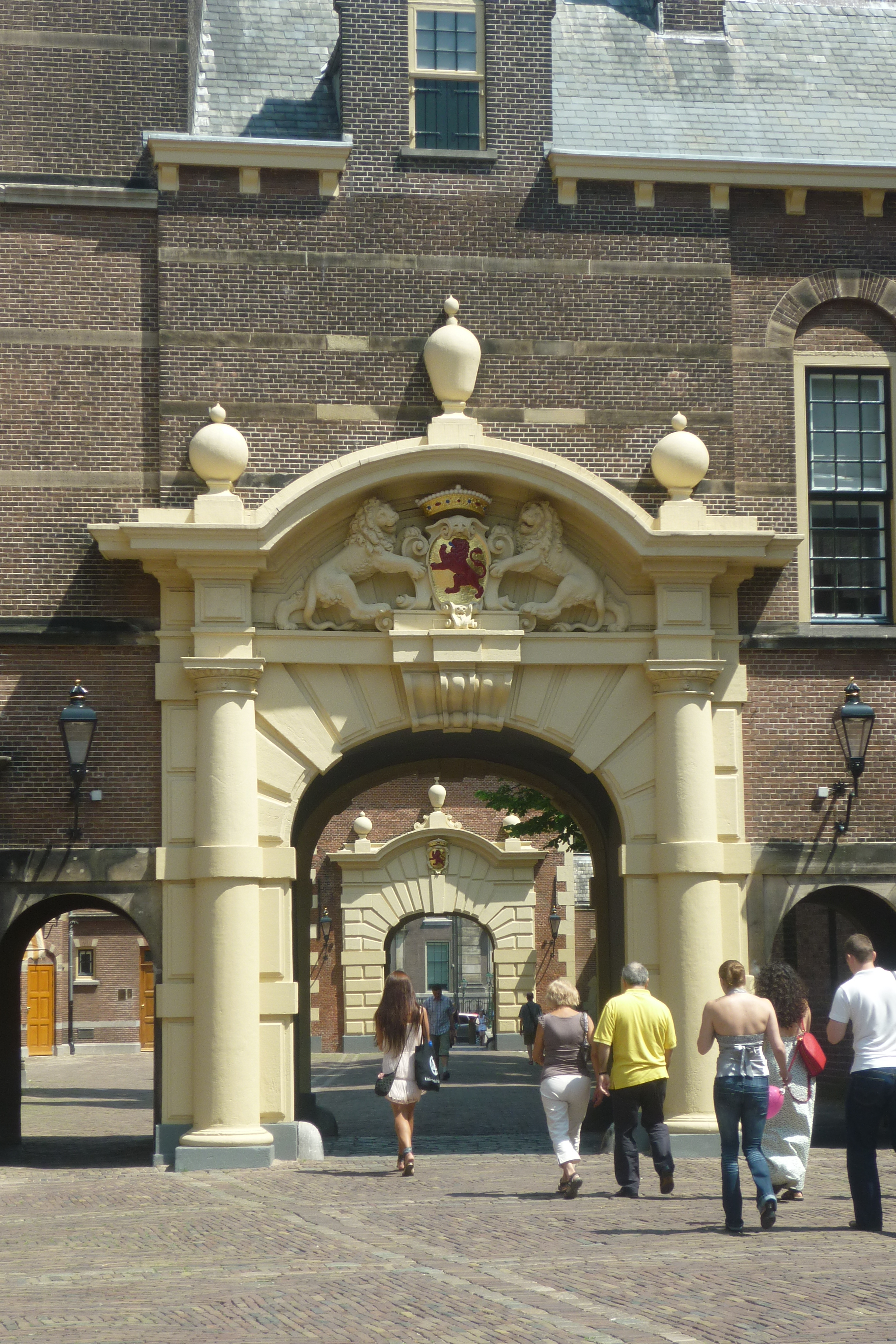
Binnenpoort Binnenhof Den Haag (1634)

## Geboren
maart
- 20 - Balthasar Bekker, Nederlands predikant en theoloog (overleden 1698)

april
- 9 - Albertine Agnes van Nassau, echtgenote van Willem Frederik van Nassau-Dietz (overleden 1696)

## Overleden
februari
- 25 - Wallenstein (50), Duits veldheer

juni
- 25 - John Marston - Engels toneelschrijver en dichter

datum onbekend
- Adriano Banchieri (65 of 66), Italiaanse componist en organist
- Jan Andriesz Cloeting, boekdrukker te Delft